# Euroazijska ploča
Euroazijska ploča je litosferna ploča koja obuhvaća veći dio euroazijskog kontinenta (kopna koje se sastoji od tradicionalnih kontinenata Europe i Azije), ali bez indijskog potkontinenta, arapskog potkontinenta i područja istočno od lanca Verkojansk u istočnome Sibiru. Obuhvaća i oceansku koru koja se proteže prema zapadu do Srednjoatlantskog hrpta i prema sjeveru do grebena Gakkel. Ponekad se koristi naziv Europska ploča za područje zapadno od Urala. Treća je tektonska ploča po veličini.

## Granice
Na istoku graniči sa Sjevernoameričkom pločom na sjeveru i s Filipinskom pločom na jugu, a možda i s Ohotskom pločom i Amurskom pločom. Na jugi graniči s Afričkom pločom na zapadu, Arapskom pločom u sredini i Indo-australskom pločom na istoku. Zapadna granica je divergentna granica sa Sjevernoameričkom pločom koja tvori najsjeverniji dio Srednjoatlantskog hrpta, preko kojeg prolazi Island. Sve vulkanske erupcije na Islandu, kao što je erupcija Eldfella.1973., erupcija Lakija 1883. i erupcija Eyjafjallajökulla 2010., posljedica su razilaženja Sjevernoameričke i Euroazijske ploče, koje dijeli divergentna granica, koja uključuje i sjeverni dio Srednjoatlantskog hrpta.
Geodinamikom središnje Azije dominira interakcija između Euroazijske i Indijske ploče. Na ovom su području prepoznate mnoge podploče ili blokovi kore koji čine srednjoazijsku i istočnoazijsku tranzitnu zonu.